# Pilar Rojo
Pilar Milagros Rojo Noguera, née le 23 février 1960, est une femme politique espagnole membre du PP (PP).
Elle est élue députée de la circonscription de Pontevedra lors des élections générales de décembre 2015.

## Biographie

### Vie privée
Elle est mariée et mère de deux enfants. Avec son mari, elle est une amie personnelle de Mariano Rajoy.

### Profession
Elle est architecte.

### Carrière politique
Elle a été présidente du Parlement de Galice pendant deux législatures et députée autonomique de 2001 à 2015. De 2003 à 2005, elle est conseillère chargée de la famille, de la jeunesse et des sports à la Junte de Galice. Elle est actuellement membre du comité exécutif national du Parti populaire et du comité directif de la fédération populaire de Galice.
Le 20 décembre 2015, elle est élue députée pour Pontevedra au Congrès des députés et réélue en 2016.